# Diospyros coriacea
Diospyros coriacea är en tvåhjärtbladig växtart som beskrevs av William Philip Hiern. Diospyros coriacea ingår i släktet Diospyros och familjen Ebenaceae. Inga underarter finns listade i Catalogue of Life.